# Sabria Dahane
Pour les articles homonymes, voir Dahane.
Sabria-Faiza Dahane (صبرية دهان) est une ancienne nageuse algérienne née le 7 février 1985 qui s'est spécialisée dans les courses quatre nages individuels. Elle est membre du club de natation de Lyon.

## Carrière
Sabria Dahane est médaillée d'argent du 400 mètres quatre nages aux Championnats d'Afrique de natation 2002 au Caire.
Elle remporte aux Jeux afro-asiatiques de 2003 à Hyderabad la médaille d'argent du 200 mètres quatre nages et la médaille de bronze du 400 mètres quatre nages. Elle est médaillée d'argent du 400 mètres quatre nages et médaillée de bronze du 100 mètres dos aux Championnats d'Afrique de natation 2004 à Casablanca.  Elle obtient ensuite la médaille d'or du relais 4 × 100 m nage libre aux Jeux panarabes de 2004. 
Dahane s'est qualifiée pour le 400 m quatre nages individuel femme lors des Jeux olympiques d'été de 2004 à Athènes, en atteignant le record algérien et un temps d'entrée standard B avec 5 min 0 s 76. Elle a fini à la dernière place de la première équipe avec plus de neuf seconde derrière la Bulgare Ana Dangalakova, enregistrant le temps le plus lent avec 5 min 10 s 20. Dahane n'a pas réussi à se qualifier pour la finale, puisqu'elle s'est classée vingt-quatrième au classement général des qualifications préliminaires du matin,.